# Phanerosteon
Phanerosteon è un genere di pesci ossei estinto, appartenente agli attinotterigi. Visse tra il Carbonifero inferiore e il Permiano inferiore (circa 345 - 295 milioni di anni fa) e i suoi resti fossili sono stati ritrovati in Europa e in Nordamerica.

## Descrizione
Questo pesce era di piccole dimensioni, e solitamente non raggiungeva i 10 centimetri di lunghezza. Come la maggior parte degli attinotterigi arcaici, anche Phanerosteon possedeva un corpo piuttosto slanciato, con una testa allungata e bassa e un muso corto e arrotondato. La pinna dorsale era posta nella parte posteriore del corpo, solo leggermente avanzata rispetto alla pinna anale di dimensioni simili. La pinna caudale era eterocerca, con il lobo superiore più grande e allungato. Le pinne pelviche e le pinne pettorali erano di dimensioni ridotte. Una caratteristica notevole di Phanerosteon era data dall'assenza di scaglie, un fatto insolito se rapportato agli altri attinotterigi arcaici, che permetteva l'osservazione dello scheletro intero dell'animale nei fossili rinvenuti (da qui il nome Phanerosteon, "osso visibile").

## Classificazione
Il genere Phanerosteon venne descritto per la prima volta da Traquair nel 1881, sulla base di resti fossili ritrovati in Gran Bretagna in terreni del Carbonifero inferiore; la specie tipo è Phanerosteon mirabile. Un'altra specie attribuita a questo genere è P. pauper, nota per fossili provenienti dalla Repubblica Ceca e risalenti all'inizio del Permiano. Altri fossili attribuiti a questo genere provengono dal Nordamerica, dal famoso giacimento di Bear Gulch in Montana (P. phonax). 
Phanerosteon è stato attribuito ai Carbovelidae, una famiglia di pesci ossei arcaici tipicamente ascritti al variegato (e parafiletico) ordine dei paleonisciformi; non è chiaro, tuttavia, se i carbovelidi fossero effettivamente paleonisciformi o rappresentassero un altro ramo dell'importante radiazione evolutiva degli attinotterigi durante il Carbonifero. 